# 사용-언급 구분
사용-언급 구분(use–mention distinction)에 대한 설명이다.
분석철학에서 용어의 사용과 단순한 언급 사이에 근본적인 구별이 이루어진다. 많은 철학적 작품은 "사용과 언급을 구별하지 못하여 훼손되었다". 구별은 때때로 현학적일 수 있으며, 특히 그것이 명백한 단순한 경우에는 더욱 그렇다.
사용-언급의 구분은 "치즈"라는 단어로 설명할 수 있다.
1. 치즈는 우유에서 파생된다.
2. "치즈"는 고대 영어 단어 ċēse에서 파생되었다.

첫 번째 문장은 "치즈"라는 물질에 대한 설명이다. 해당 물질을 지칭하기 위해 "치즈"라는 단어를 사용한다. 두 번째는 "치즈"라는 단어를 기표로 사용하는 진술이다. 이 단어는 그 자체 이외의 다른 것을 지칭하기 위해 사용하지 않고 해당 단어를 언급한다.

## 같이 보기
- James while John had had had had had had had had had had had a better effect on the teacher
- 메타 언어
- 포인터 (프로그래밍)
- 주의 환기용 인용
- 뜻과 지시체
- 백마비마